# Rura Quinckego
Rura Quinckego – pionowa nieruchoma rura szklana, połączona od dołu elastycznym wężem z naczyniem szklanym zawierającym jakąś ciecz, np. wodę. Przy przemieszczaniu w pionie naczynia, poziomy wody w rurze i w naczyniu dążą do wyrównania, a co za tym idzie, zmienia się wysokość słupa powietrza w rurze. Nad wylotem tej rury umieszczony jest głośnik emitujący dźwięk o wybranej częstotliwości, pochodzący z generatora akustycznego. Przy odpowiedniej wysokości słupa powietrza następuje rezonans, który słyszalny jest jako wyraźny wzrost głośności dźwięku. Skonstruowana przez Georga Hermanna Quincke.